# Conacul Zsombory din Zimbor
Conacul Zsombory este o construcție de tip conac, reprezentativă stilului baroc, din Zimbor, județul Sălaj. Acesta este înscris pe lista monumentelor istorice din județul Sălaj, elaborată de Ministerul Culturii și Patrimoniului Național din România în anul 2010.

## Istoric

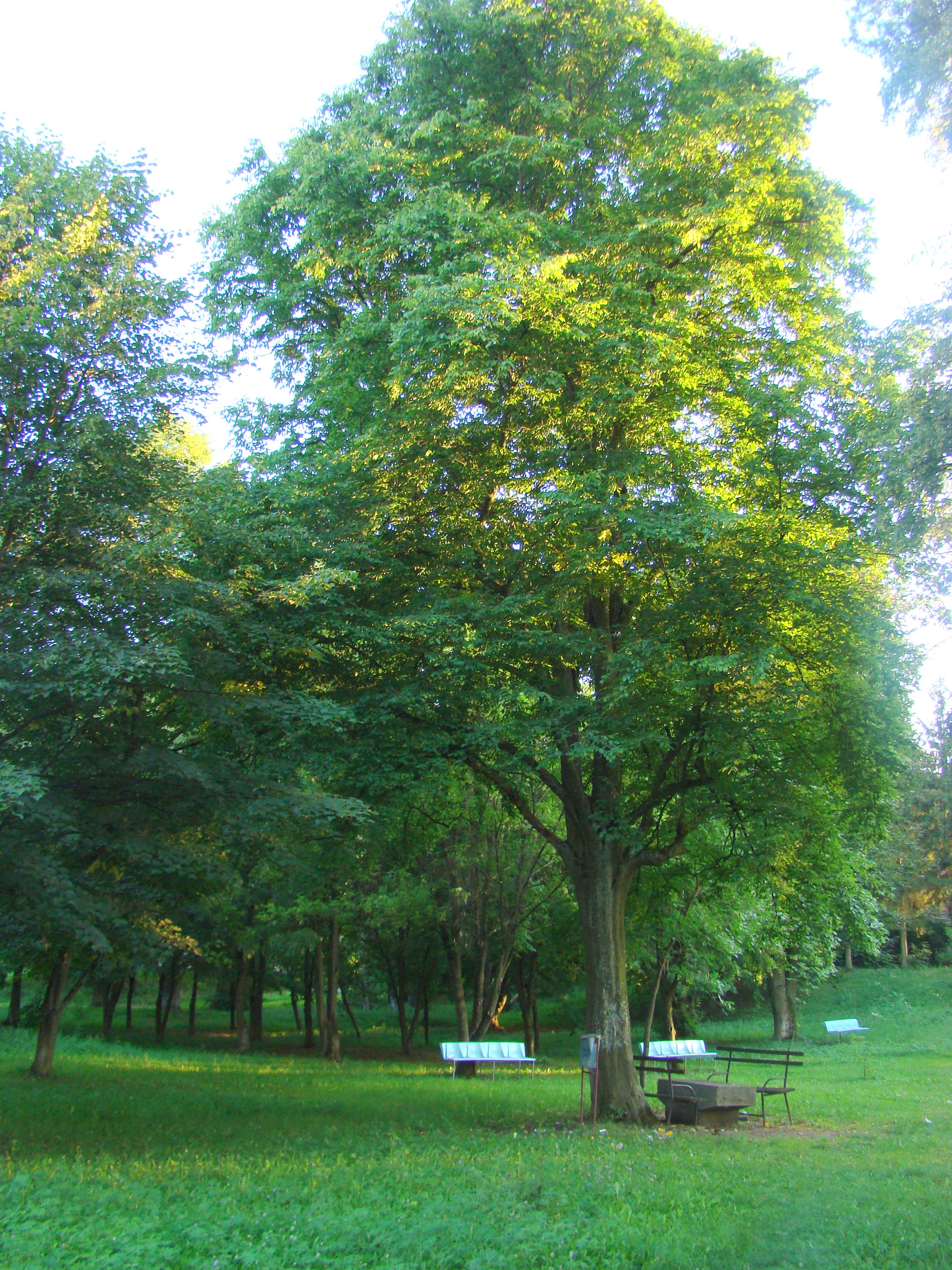
Parcul conacului Zsombory

Clădirea a fost construită de Zsombory Lajos și soția sa, Kozma Mária, în locul unui vechi conac. Pe ornamentul unuia dintre turnuri se vede anul construirii, 1892. La începutul anilor 1900, groful a pierdut castelul la cărți, în urma unui joc de kanaszta (un joc de cărți specific nobilimii maghiare, destul de asemănător cu remi-ul și cu o formă simplificată a bridge-ului), ajungând astfel în posesia ministrului de finanțe Săulescu. El nu a stat multă vreme la castel, așadar soția Maria, cunoscută drept "cucoana", a îngrijit castelul și grădina ce-l înconjoară. 
Castelul a rămas în proprietatea familiei Săulescu până după Al Doilea Război Mondial, iar odată cu începerea "marii naționalizări", castelul a fost trecut în proprietatea statului și dat în folosință Ministerului Sănătății și Ocrotirii Sociale. De atunci, în castel a funcționat, întâi, un spital-sanatoriu, după care în imobil a fost instalat dispensarul uman medical al comunei. Chiar și Primăria și-a avut sediul în conac pentru câțiva ani.
Până în prezent nimeni nu a revendicat castelul. Imobilul a fost vândut pe 10 august 2005, în urma unei licitații organizate de către Consiliul Local Zimbor. Proprietarii actuali, români din Australia, se pare că vor să scape de clădire. Cei doi au plătit o sumă de 9,6 miliarde de lei pentru achiziționarea castelului. Deși construită cu atenție chiar și la cele mai mici detalii, ferestrele și ușile fiind aduse din Austria, soarta i-a fost potrivnică acestui castel.
Construcția are 14 camere, holuri, beci, anexe și un parc de 18 ari. O parte din parcul castelului a fost păstrată în forma sa originală și a devenit parcul satului.

## Imagini

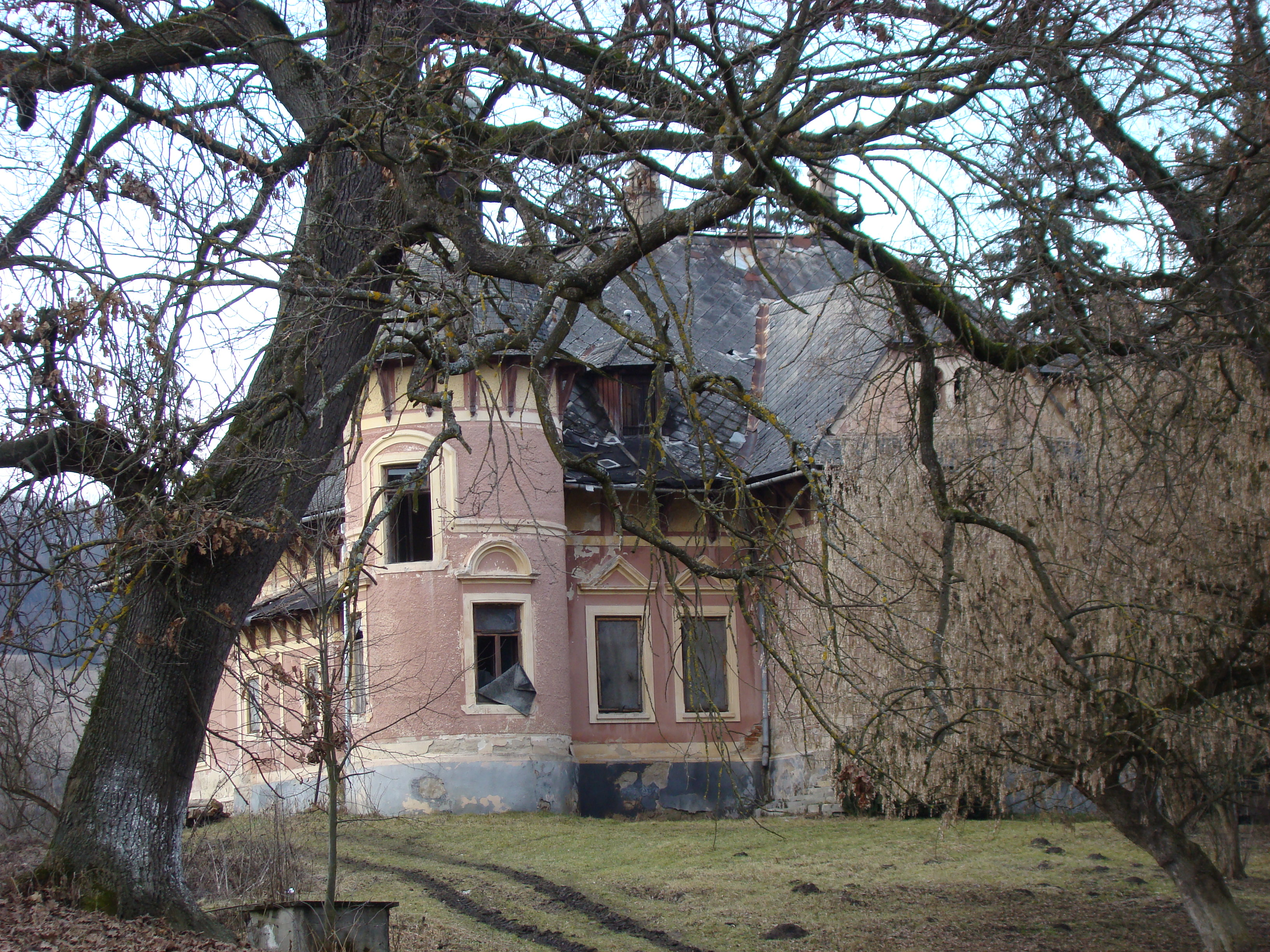
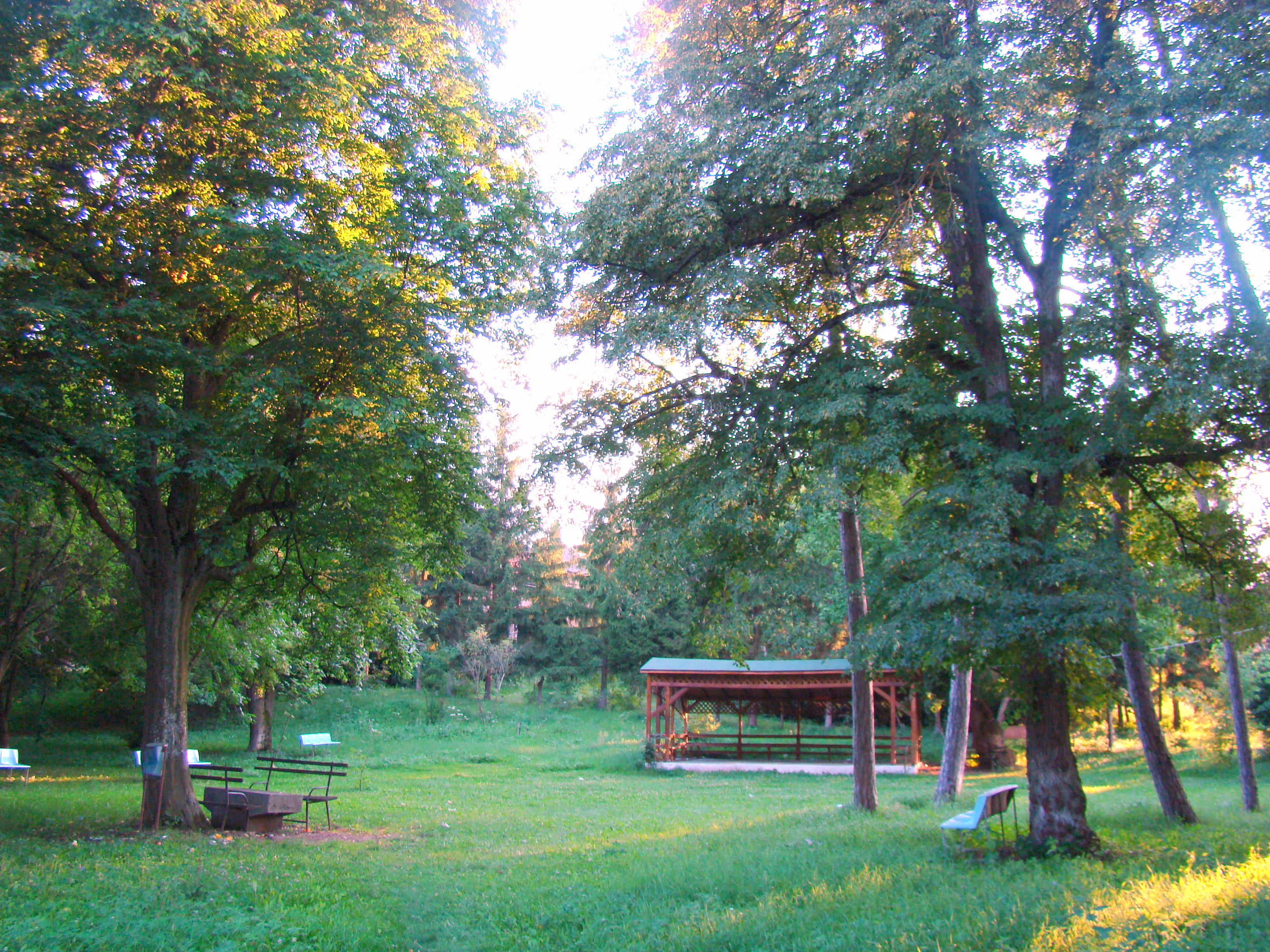
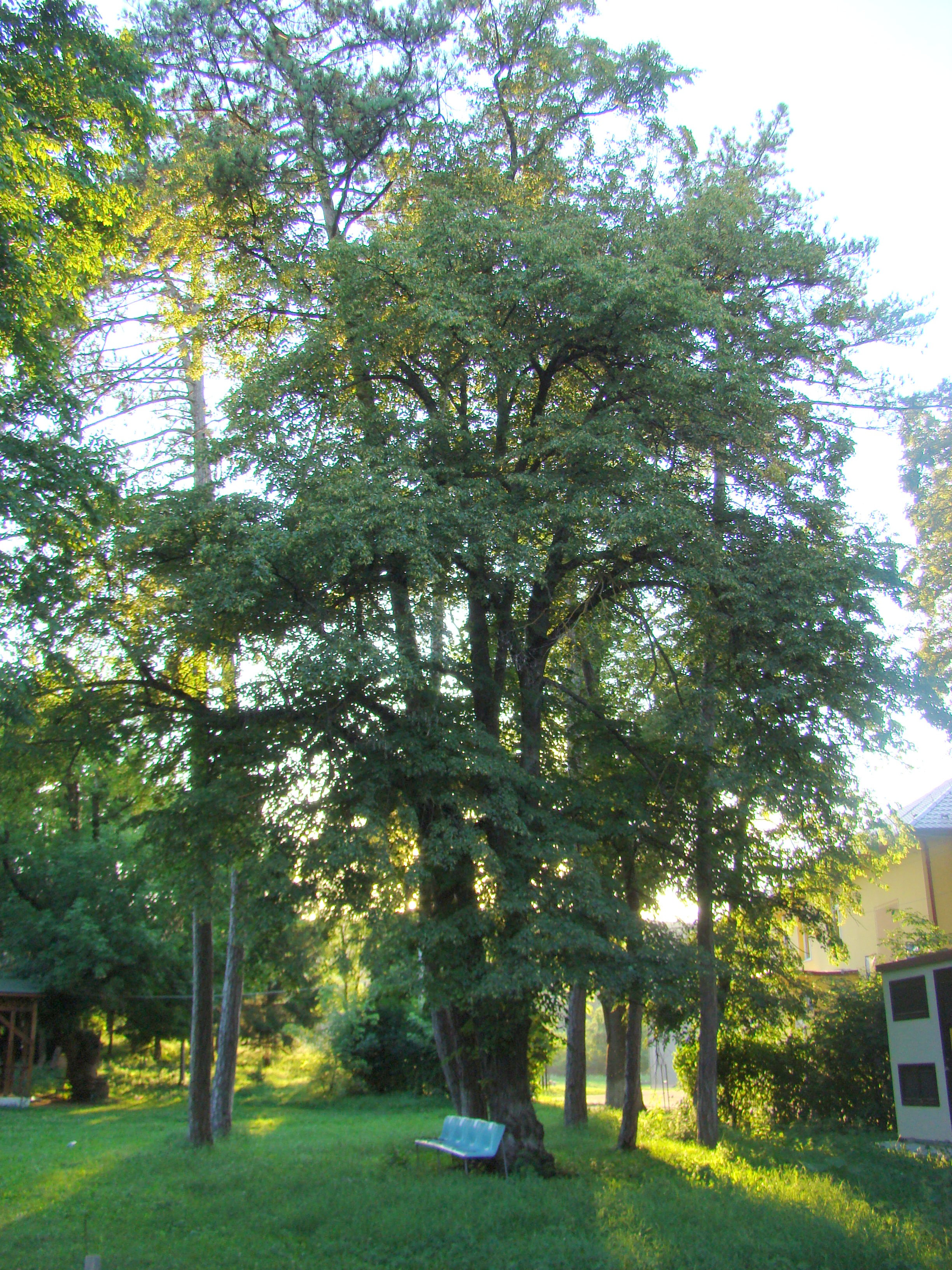
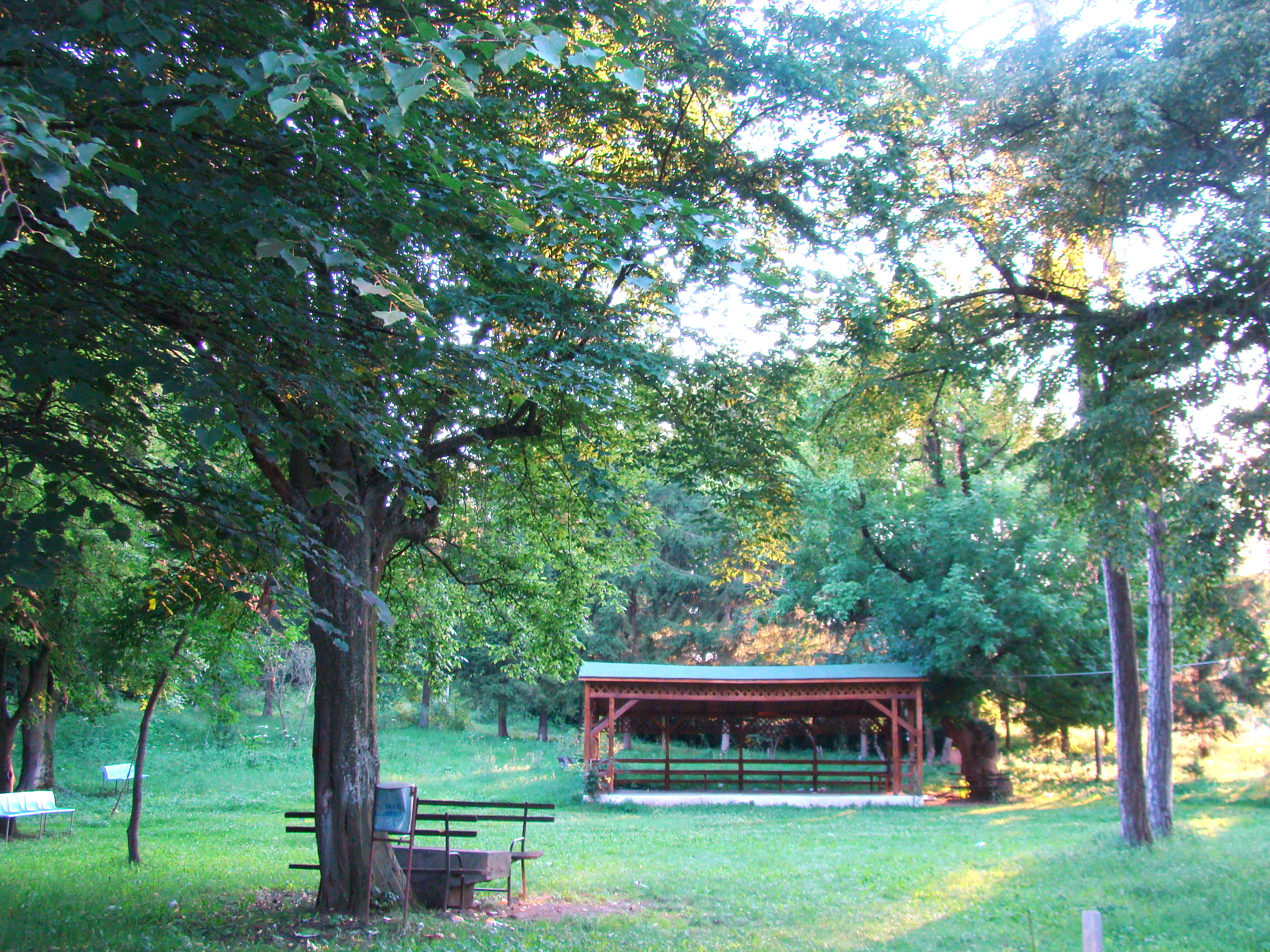